# Comté de Brooks (Texas)
Pour les articles homonymes, voir Comté de Brooks.
Le comté de Brooks, en anglais : Brooks County, est un comté situé dans le Sud de l'État du Texas aux États-Unis. Fondé le 11 mars 1911, son siège de comté est la ville de Falfurrias. Selon le recensement des États-Unis de 2020, sa population est de 7 076 habitants. Le comté a une superficie de 2 444 km2, dont 2 443,3 km2 en surfaces terrestres. Le comté est baptisé à la mémoire de James Brooks (en), un Texas Ranger.

## Organisation du comté
Le comté est fondé le 11 mars 1911, à partir de terres des comtés de Hidalgo, Starr et Zapata. Il est définitivement organisé et autonome, le 2 septembre 1911.
Le comté est baptisé en référence à James Abijah Brooks (en), capitaine des Texas Rangers, législateur de l'État puis juge du comté de Brooks, ayant travaillé à sa formation.

## Géographie
Le comté de Brooks se situe au sud de l'État du Texas, et au sud de Corpus Christi, dans la région de la plaine du Río Grande, aux États-Unis,.
Il a une superficie totale de 2 444 km2, composée de 2 443,3 km2 de terres et de 0,7 km2 de zones aquatiques.

## Comtés adjacents
| Comté de Duval    | Comté de Jim Wells | Comté de Kleberg |
| Comté de Jim Hogg | comté de Brooks    | Comté de Kenedy  |
| Comté de Starr    | Comté de Hidalgo   |                  |

## Démographie

Pyramide des âges du comté de Brooks (2000).

Lors du recensement de 2010, le comté comptait une population de 7 223 habitants. Elle est estimée, en 2017, à 7 235 habitants,.
| Groupes           | Comté de Brooks | Texas | États-Unis |
| ----------------- | --------------- | ----- | ---------- |
| Blancs            | 89,6            | 70,4  | 72,4       |
| Autres            | 7,9             | 10,6  | 6,4        |
| Métis             | 1,4             | 2,5   | 2,7        |
| Afro-Américains   | 0,5             | 11,9  | 12,6       |
| Amérindiens       | 0,4             | 0,7   | 0,9        |
| Asiatiques        | 0,3             | 3,8   | 4,8        |
| Total             | 100             | 100   | 100        |
|                   |                 |       |            |
| Latino-Américains | 91,2            | 37,6  | 16,7       |

Selon l'American Community Survey, pour la période 2011-2015, 70,56 % de la population âgée de plus de 5 ans déclare parler l'espagnol à la maison, alors que 28,67 % déclare parler l’anglais, 0,64 % le coréen et 0,12 % une autre langue.
| Indicateur                             | Comté de Brooks | États-Unis |
| -------------------------------------- | --------------- | ---------- |
| Personnes de moins de 5 ans            | 8,6 %           | 6,1 %      |
| Personnes de moins de 18 ans           | 28,6 %          | 22,6 %     |
| Personnes de plus de 65 ans            | 17,6 %          | 15,6 %     |
| Femmes                                 | 49,1 %          | 50,8 %     |
| Personnes par foyer                    | 3,34            | 2,64       |
| Vétérans                               | 3,4 %           | 8,0 %      |
| Personnes nées étrangères à l'étranger | 7,9 %           | 13,2 %     |
| Personnes sans assurance maladie       | 18,0 %          | 10,2 %     |
| Personnes avec un handicap             | 12,2 %          | 8,6 %      |
| Revenus annuels                        | 14 885 $        | 29 829 $   |
| Personnes sous le seuil de pauvreté    | 32,2 %          | 12,3 %     |
| Diplômés du lycée                      | 70,4 %          | 87,0 %     |
| Diplômés de l'université               | 14,6 %          | 30,3 %     |

## Immigration clandestine
La présence d'un point de contrôle sur l'U.S. Route 281 à Falfurrias incite beaucoup de passeurs à faire traverser aux migrants sud-américains une partie du comté à pied : la chaleur, le manque d'eau et la perte d'orientation causent de nombreux morts chaque année. Entre 2008 et 2014, plus de 400 cadavres ont été découverts dans le comté.